# Alvvays
Alvvays (pronuncia-se "Always") é uma banda indie pop canadense formada em 2011, originária de Charlottetown, Prince Edward Island, e atualmente com sede em Toronto, Ontário. É composta por Molly Rankin (vocal e guitarra), Kerri MacLellan (teclado), Alec O'Hanley (guitarra), Brian Murphy (baixo) e Sheridan Riley (bateria). Seu álbum de estréia, lançado em 2014, foi bem sucedido nos Estados Unidos, com pico de primeiro lugar nas paradas musicais de estações de rádios universitárias americanas. Seu segundo álbum de estúdio, Antisocialites, foi lançado em 8 de setembro de 2017 e ganhou o Juno Award por Álbum Alternativo do Ano. Ambos os álbuns foram selecionados para o Polaris Music Prize.

## História

### Formação e primeiros anos (2011–2015)

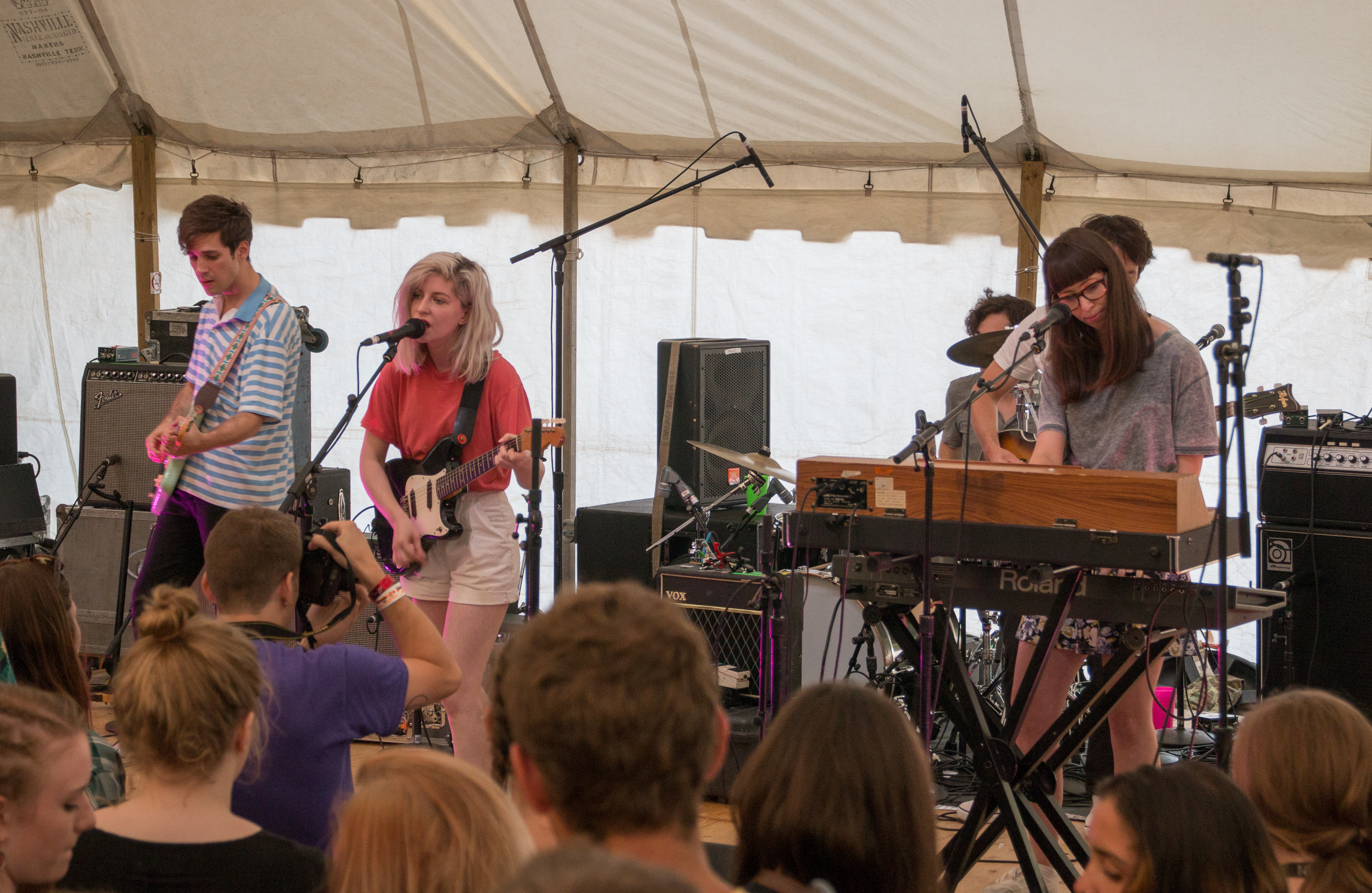
Alvvays se apresentando no Festival Hillside 2014

Alvvays foi formado em Toronto. Molly Rankin, a vocalista e compositora do grupo, é filha de John Morris Rankin, um violinista do coletivo da família folk celta The Rankin Family, que obteve sucesso internacional nos anos 90. Rankin cresceu em Judique, Nova Escócia, escrevendo músicas com sua vizinha, a tecladista Kerri MacLellan. Mais tarde, ela conheceu o guitarrista e parceiro Alec O'Hanley em um concerto na adolescência. Com a ajuda de O'Hanley, Rankin silenciosamente lançou um EP intitulado She in 2010. Alvvays foi formado no ano seguinte, com Rankin reunindo MacLellan, O'Hanley, o baterista Phil MacIsaac e o baixista Brian Murphy para se juntar ao grupo. À medida que a banda crescia nas ilhas vizinhas - Rankin e MacLellan em Ilha do Cabo Bretão e O'Hanley, MacIsaac e Murphy vindos da Ilha do Príncipe Eduardo -, Rankin foi levado a nomear a banda como uma "fusão de ilhas obscuras na costa leste". Ela escolheu o nome Alvvays porque gostava de ter um "fragmento de sentimento e nostalgia". A grafia do nome da banda deveu-se ao fato de já existir uma banda chamada Always assinada com a Sony.

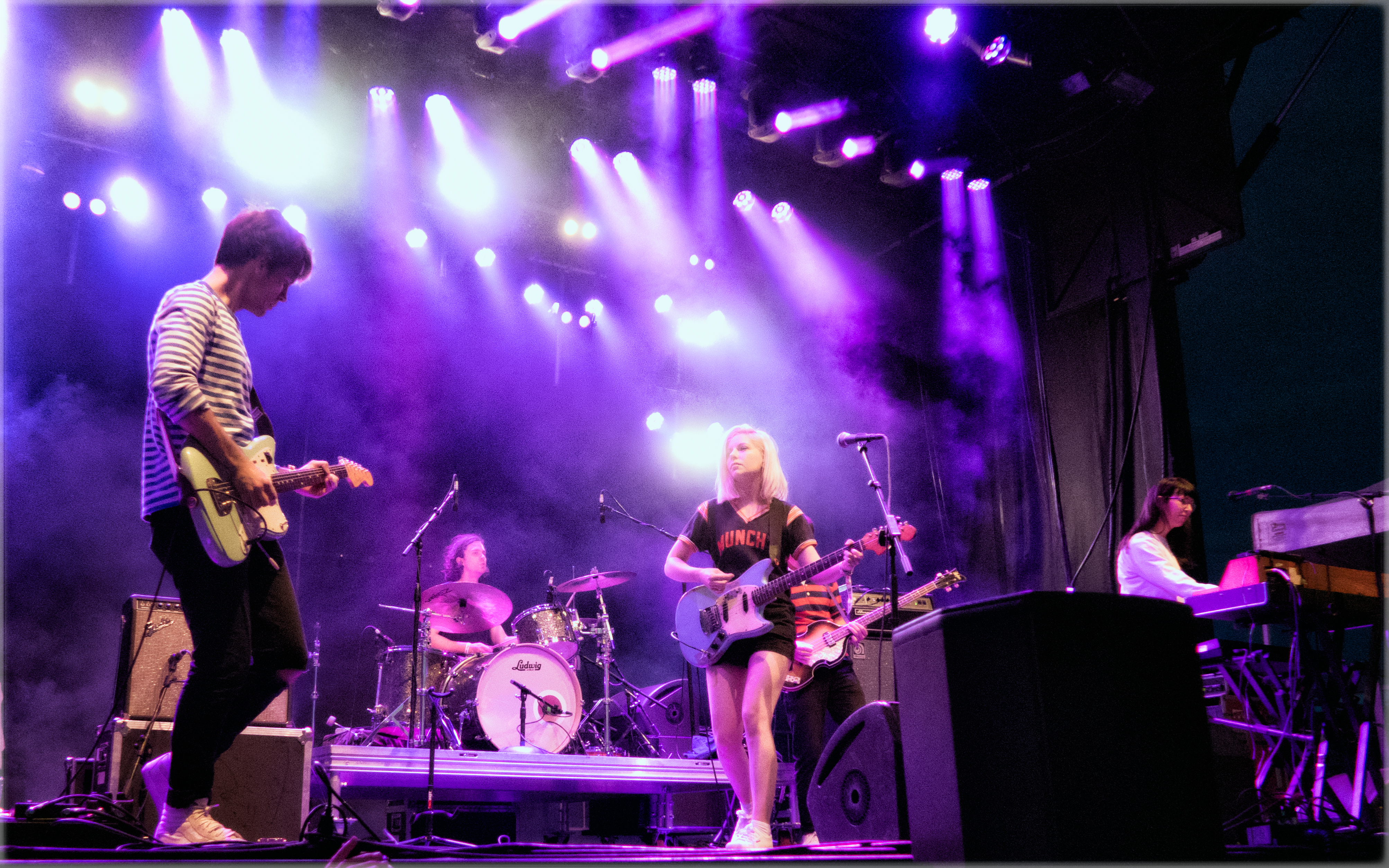
Alvvays se apresentando no Sasquatch! Festival de Música em 2015

Eles costumavam fazer longas viagens de Cape Breton e Prince Edward Island a Toronto, onde todos acabaram se mudando e conseguindo empregos que lhes permitiam viajar ocasionalmente. O grupo excursionou extensivamente como artistas de apoio para bandas como Peter Bjorn e John e The Decemberists. O álbum de estréia foi gravado em Calgary com Chad VanGaalen em março de 2013; Graham Walsh ajudou a acompanhar o álbum, enquanto John Agnello ajudou a mixá-lo. Depois que o álbum foi concluído, o grupo fez cópias em cassete para os bookers e fãs do festival nos shows.
Alvvays assinou contrato com a Polyvinyl Records com base em suas performances no SXSW e na resposta on-line à demo de seu single "Adult Diversion". O álbum Alvvays foi lançado pela Royal Mountain Records (Canadá), Polyvinyl Records (EUA) e Transgressive Records (Europa) em julho de 2014. Simon Vozick-Levinson, escrevendo na Rolling Stone, chamou o álbum homônimo de "maravilha do pop indie". Alvvays foi o número 1 na US college charts em 5 de agosto de 2014; em novembro daquele ano eles se apresentaram em Los Angeles com outra banda canadense, Absolutely Free .
"Archie, Marry Me" se tornou um hit menor. O single de "Archie, Marry Me" contou com o lado b "Underneath Us", que foi gravado algum tempo depois do álbum homônimo.
O grupo fez uma grande turnê em apoio à sua estréia, no Glastonbury 2015 e no Coachella Valley Music and Arts Festival em 2016. Além do material do álbum, Alvvays costuma apresentar covers de artistas como Kirsty MacColl ("He's On The Beach"), Camera Obscura ("Lloyd, I'm Ready to be Heartbroken"), The Hummingbirds ("Alimony"), Os Primitivos ("Crash") e Deerhunter ("Nosebleed"), entre outros.
O álbum de estréia foi indicado à lista final do Polaris Music Prize de 2015 . Eles se apresentaram na gala daquele ano com a Toronto Symphony Orchestra .

### Antisocialites(2016–2020)
Alvvays grava esporadicamente e escreve seu segundo álbum de estúdio, desde 2015. Várias novas músicas originais foram tocadas ao longo de 2014 e 2015, intituladas "Your Type" (geralmente a música de abertura do programa), "New Haircut" (mais tarde intitulada "Saved By A Waif"), "Hey" e 2016 viram a adição de "Not My Baby" e "Dreams" ao novo material frequentemente apresentado.
Após a adição de outras músicas como "Plimsoll Punks" como parte de shows ao vivo na primavera de 2017, o Alvvays lançou um teaser de uma música chamada "In Undertow" de seu segundo álbum, Antisocialites . Além das músicas já tocadas em shows anteriores, as novas músicas deste álbum incluem "Already Gone", "Forget About Life", "In Undertow", "Lollipop (Ode to Jim)" e "Saved by a Waif". O álbum foi lançado em 8 de setembro de 2017. Uma turnê norte-americana e européia em apoio ao álbum foi anunciada para o outono de 2017 e o baterista Sheridan Riley se juntou à banda nessa turnê. Uma segunda turnê pelo Reino Unido na primavera de 2018 foi anunciada em setembro de 2017.
Em 16 de setembro de 2017, em um show em Antuérpia, um membro do público masculino subiu ao palco e tentou beijar a cantora Molly Rankin. Ken Veerman, diretor do Trix, o local do show em Antuérpia, pediu desculpas no Facebook.
Em 2018, eles receberam uma indicação ao SOCAN Songwriting Prize por sua música "Dreams Tonite", e o Antisocialites foi pré-selecionado para o Polaris Music Prize de 2018 e ganhou um Juno Award por Álbum Alternativo do Ano.

### Blue Rev(2021–presente)

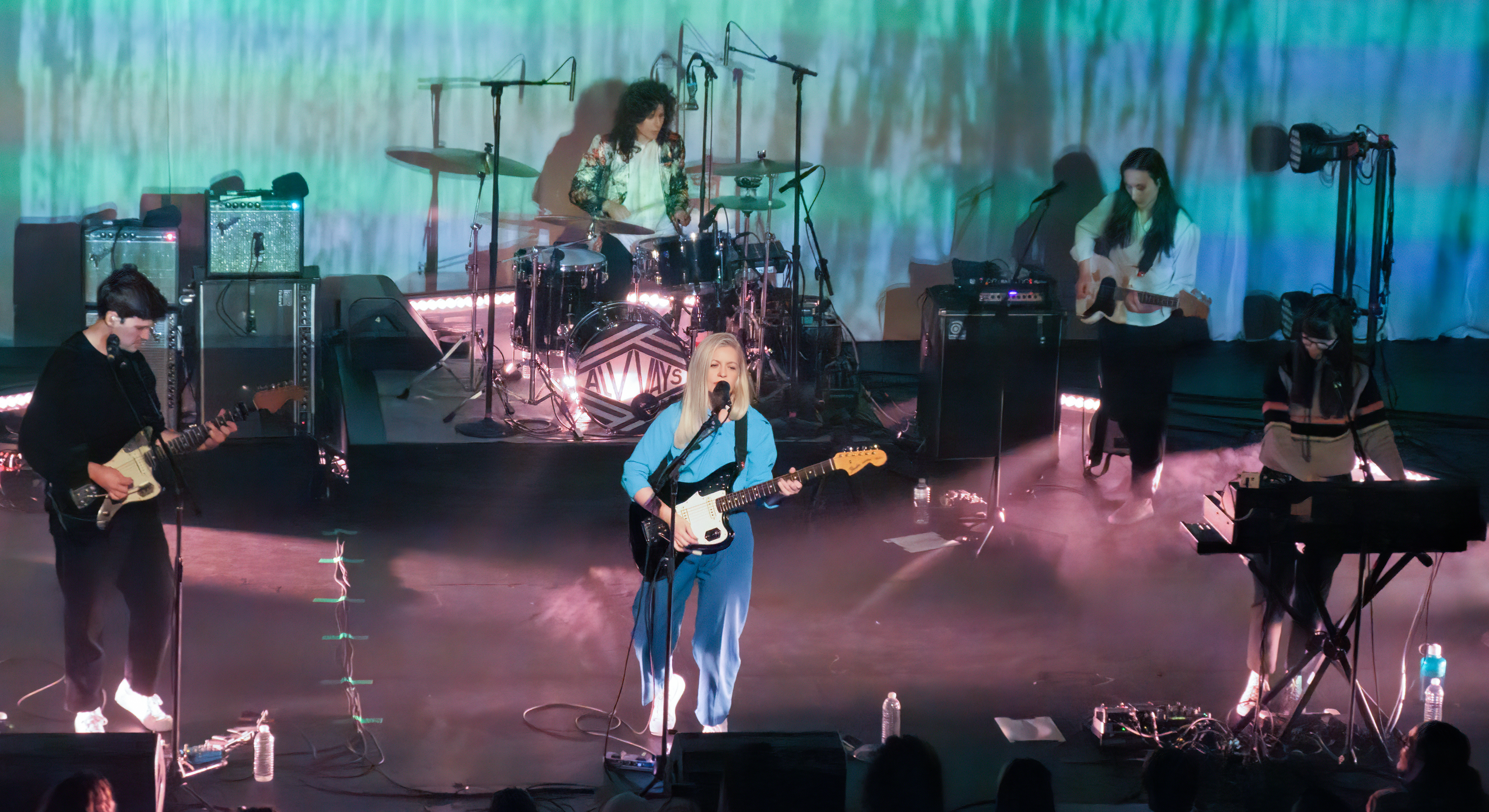
A banda se apresentando no Moore Theatre de Seattle, em 2022.

Entre 2019 e 2022, a banda ficou longe dos palcos e do público, raramente fazendo postagens em suas redes sociais, levando a rumores que a banda podia ter acabado. O baixista e membro fundador Brian Murphy havia deixado o grupo em 2021. Alvvays então lançou uma canção intitulada "Pharmacist", o primeiro single do seu terceiro álbum Blue Rev, em 6 de julho de 2022. Blue Rev foi lançado oficialmente no dia 7 de outubro de 2022. O single "Belinda Says" foi nominado na categoria "melhor performance de música alternativa" no Grammy 2024.

## Estilo e influências musicais
A música de Alvvays tem sido descrita como jangle pop pela imprensa musical e seus membros. Segundo Rankin, a ênfase da banda é primariamente em melodias fortes, e não em um gênero específico. A banda soa semelhante ao Best Coast e costuma ser comparada ao Camera Obscura ; Rankin observou que ela compartilhou o "carinho da vocalista Tracyanne Campbell pela perspectiva patética". Rankin buscou inspiração em Stephin Merritt, líder do Magnetic Fields, apreciando a natureza honesta, mas alegre, de suas letras. As influências pessoais de Rankin incluem The Magnetic Fields, Teenage Fanclub, Dolly Mixture, Smiths, Celine Dion, Pavement, the Primitives e Oasis .   Enquanto a banda não tem um som de música celta, Rankin reconhece que ela estava imersa no gênero desde a infância, e tem uma influência discernível na maneira como canta e escreve melodias.

## Discografia

### Álbuns de estúdio
| Título                                                           | Detalhes | Melhor posição | Melhor posição | Melhor posição | Melhor posição | Melhor posição | Melhor posição | Melhor posição | Melhor posição | Melhor posição | Melhor posição |
| Título                                                           | Detalhes | CAN            | AUS Hit        | HOL Vinyl      | NZ Heat        | ESC            | UK             | UK Indie       | EUA            | EUA Indie      | EUA Rock       |
| ---------------------------------------------------------------- | --- | -------------- | -------------- | -------------- | -------------- | -------------- | -------------- | -------------- | -------------- | -------------- | -------------- |
| Alvvays                                                          | - Lançamento: 22 de julho de 2014 - Gravadora(s): Polyvinyl (EUA) Royal Mountain (Canadá) Transgressive                                            | —              | —              | —              | —              | —              | 107            | 17             | —              | —              | —              |
| Antisocialites                                                   | - Lançamento: 8 de setembro de 2017 - Gravadora(s): Polyvinyl (EUA) Royal Mountain (Canadá) Transgressive (Europa) Pod / Inertia Music (Austrália) | 36             | —              | —              | 8              | 22             | 28             | 6              | 82             | 7              | 14             |
| Blue Rev                                                         | - Lançamento: 7 de outubro de 2022 - Gravadora(s): Polyvinyl, Celsius Girls                                                                        | 75             | 6              | 33             | —              | 6              | 27             | 2              | 61             | 8              | 8              |
| "—" Denota que a canção não entrou na tabela musical deste país. | |                |                |                |                |                |                |                |                |                |                |

## Membros

### Atuais
- Molly Rankin - vocal, guitarra rítmica (2011–presente)
- Kerri MacLellan - teclados (2011–presente)
- Alec O'Hanley - guitarra (2011–presente)
- Sheridan Riley - bateria (2017–presente) [38]
- Abbey Blackwell - baixo (2021–presente)

### Membros antigos
- Phil MacIsaac - bateria (2011–2016)
- Brian Murphy - baixo (2011–2021)